# Louis Dio
Pour les articles homonymes, voir Dio.
Louis Dio, né le 14 octobre 1908 à Vannes et mort le 15 juin 1994 à Toulon, est un général d'armée français, compagnon de la Libération et grand-croix de la Légion d'honneur.
Officier dans les unités méharistes avant-guerre, il est l'un des premiers à rallier le général Leclerc dès juillet 1940 en Afrique noire. Il participe à la libération de Paris en août 1944 puis du reste du pays à la tête du Régiment de marche du Tchad (RMT) au sein de la 2e division blindée (2e DB).  Général de brigade, il succède en juin 1945 au général Leclerc au commandement de la 2e DB. Il est général d'armée et  inspecteur général de l'Armée de terre en 1965.

## Biographie

### Formation
Élève du collège Jules-Simon de 1914 à 1925, il est reçu en 1926 à Saint-Cyr, âgé de 18 ans.

### Officier dans les unités méharistes
À la sortie de sa formation d’officier, en 1928, le sous-lieutenant Dio est affecté au 18e RTS, régiment de tirailleurs sénégalais implanté dans le Sud-Tunisien. Le jeune officier breton adopte le rude mode de vie propre au désert. Il perfectionne sa connaissance de l’arabe qu’il avait commencé à apprendre à Saint-Cyr, et s’initie également à des dialectes africains.
Il choisit les unités méharistes, dont la particularité est une vie de nomadisations pour rester au contact permanent avec les populations locales. Il s’immerge complètement dans ces cultures et accepte par exemple, selon leurs coutumes, de se laisser faire « de beaux tatouages qui descendaient jusqu’aux doigts de ses mains ».
Avant la Seconde Guerre mondiale, hormis deux brefs séjours en métropole, il va servir par trois fois, dans des zones les plus déshéritées du Sahara. De 1929 à 1933, il est au Soudan Français, Mali actuel, au Nord de Tombouctou à Araouane. En 1933, il prend le commandement du groupe nomade alors qu’il est encore lieutenant. Il sera cité pour avoir combattu avec succès contre des pillards à El Ksaib en 1932.
Promu capitaine, il sert de 1934 à 1937 dans la région de Néma, au sud-est de la Mauritanie. Il va commander le groupe nomade du Hodh. Il mènera en juin 1935 une reconnaissance de plus de 2000 kilomètres dans des contrées inhospitalières jusqu’alors inconnues.
En 1938, il est affecté au nord du Tchad où il prend le commandement du Groupe Nomade du Tibesti. Parlant leur langue, il s’immerge dans les populations locales et se lie d’amitié avec les chefs traditionnels. Il devient l’ami du Bey Ahmed, chef spirituel des Senoussis mais aussi de « l’Alifa » de Mao, qui a autorité sur tout le Kanem. Il entretient avec eux des relations très étroites à tel point qu’en tant qu’officier de l’armée française, de religion catholique, il est autorisé à signer des « canouns » c’est-à-dire des jugements rendus dans le cadre du droit coutumier musulman.

### Seconde Guerre mondiale
Quand la guerre survient, il est désigné pour mettre sur pied un détachement du régiment de tirailleurs sénégalais du Tchad (RTST), destiné à être envoyé en renfort en métropole (détachement de renfort no 3). L'armistice de juin 1940 le surprend alors qu’il attend à Douala au Cameroun le bateau qui doit le rapatrier en France.
Le 27 août 1940, il est le premier officier français à rallier le colonel Leclerc qui arrive de Londres. Avec le soutien actif de l’unité commandée par le capitaine Dio, Leclerc s’empare de Douala puis Yaoundé. Le Gabon ne voulant pas se soumettre à la France Libre, Dio est chargé de mener la colonne partie du Cameroun. Il s’empare de Mitzic puis de Lambaréné, le 5 novembre 1940.
Promu commandant fin 1940, il est appelé au Tchad par Leclerc. Il fait profiter ce dernier de ses connaissances de l’environnement humain et géographique du nord de ce pays, au contact avec les forces de l’axe. Ensemble, le 1er mars 1941, ils prennent le fort italien de Koufra dans le Sud Libyen. C’est une des premières victoires de l’armée française libre. Leclerc y prononce son fameux "serment de Koufra". Durant les combats, le commandant Dio est grièvement blessé en menant un assaut de nuit à la grenade contre un bastion italien. Il est fait Compagnon de la Libération par le chef de la France Libre (décret du 12.07.1941).
En 1942, il commande la principale unité de la Colonne Leclerc au Fezzan, conscient qu’il faut faire comprendre à ses troupes, particulièrement « aux européens que les indigènes du Fezzan sont nos futurs administrés… les indigènes seront respectés dans leur personne et dans leurs biens ». Le 26 janvier 1943, aux côtés des troupes anglaises, il entre le premier à Tripoli à la tête de la Force L.
À l’été 1943, alors colonel, il prend le commandement du régiment de marche du Tchad qui vient d'être créé au Maroc par le général Leclerc. En août 1944, Il débarque avec cette unité en Normandie et participe à la libération de la France au sein de la 2e DB, en tant que commandant du GTD, (Groupement Tactique DIO). Il entre dans Paris le 25 août 1944 et continue vers la Lorraine et l’Alsace. En libérant Strasbourg le 23 novembre 1944, Leclerc lui dit « On y est cette fois, mon vieux Dio. Maintenant on peut crever tous les deux ». Le GTD termine la guerre à Berchtesgaden où, début mai 1945, ses unités viennent de conquérir le Nid d’Aigle d’Hitler.
En juin 1945, fidèle parmi les fidèles, le colonel Louis Dio est choisi par le général Leclerc pour lui succéder à la tête de la 2e DB. En octobre de la même année, il devient à 37 ans, le plus jeune général de brigade de l'armée française.
En mai 1946, il est décoré de la prestigieuse Distinguished Service Cross américaine . 

### Après-guerre
De 1946 à 1950, il prend le commandement des territoires du Sud Tunisien, avant de servir en Indochine française à partir de 1950 et jusqu’à 1952 comme commandant des forces terrestres du Cambodge durant la guerre d'Indochine.
Promu général de division en 1955, il prend le commandement des forces armées de la zone de défense de l’Afrique-Équatoriale française et Cameroun. Il s'oppose alors à la doctrine de la « guerre contre-révolutionnaire » issue de la guerre d’Indochine que soutiennent de nombreux hauts gradés de l'armée française, en raison des « méthodes psychologiques » qu'elle incorpore et qui, pour lui, ne peuvent s’appliquer à « des individus aux réflexes conditionnés par un sens féodal ou tribal des rapports politiques et sociaux et par un respect inné de l'autorité absolue et sans phrase ».
Considéré comme la « conscience de la coloniale », il est nommé en 1961, chef de l’État-major des Forces Terrestres Stationnées Outre-Mer, organisme temporairement créé pour accompagner sur le plan militaire, l’accession à l’indépendance des nouveaux États africains. Les principaux chefs d’état de l’Afrique francophone de l’époque viennent consulter le général Dio pour recevoir aide et soutien dans la mise sur pied de leurs nouvelles forces armées.
De 1962 à 1969, en marge de ses responsabilités militaires, pressenti par le général de Gaulle, il accepte d’être le président de l'Association des Français libres. Le 6 juillet 1962, il prononce l'éloge funèbre du Général Edgard de Larminat.
En 1965, il est promu au grade de général d'armée et devient Inspecteur général de l'Armée de terre.
Il est élevé à la dignité de grand-croix de la Légion d'honneur le 12 juillet 1965.

### Dernières années
Le général Louis Dio est admis dans la deuxième section du cadre des officiers généraux par limite d’âge en 1969 et se retire à Toulon. Il mène une vie simple et discrète, ne revenant jamais sur son passé et ne recherchant ni honneurs ni gloire comme en témoigne son testament : « Je tiens essentiellement à être mis en terre comme un anonyme, ce que je n’ai jamais cessé d’être, au fond de mon cœur pendant toute ma vie. »
Il meurt le 15 juin 1994 et est inhumé dans l’intimité selon ses vœux, dans le carré des officiers coloniaux du cimetière central de Toulon où il rejoint ses frères d’armes.

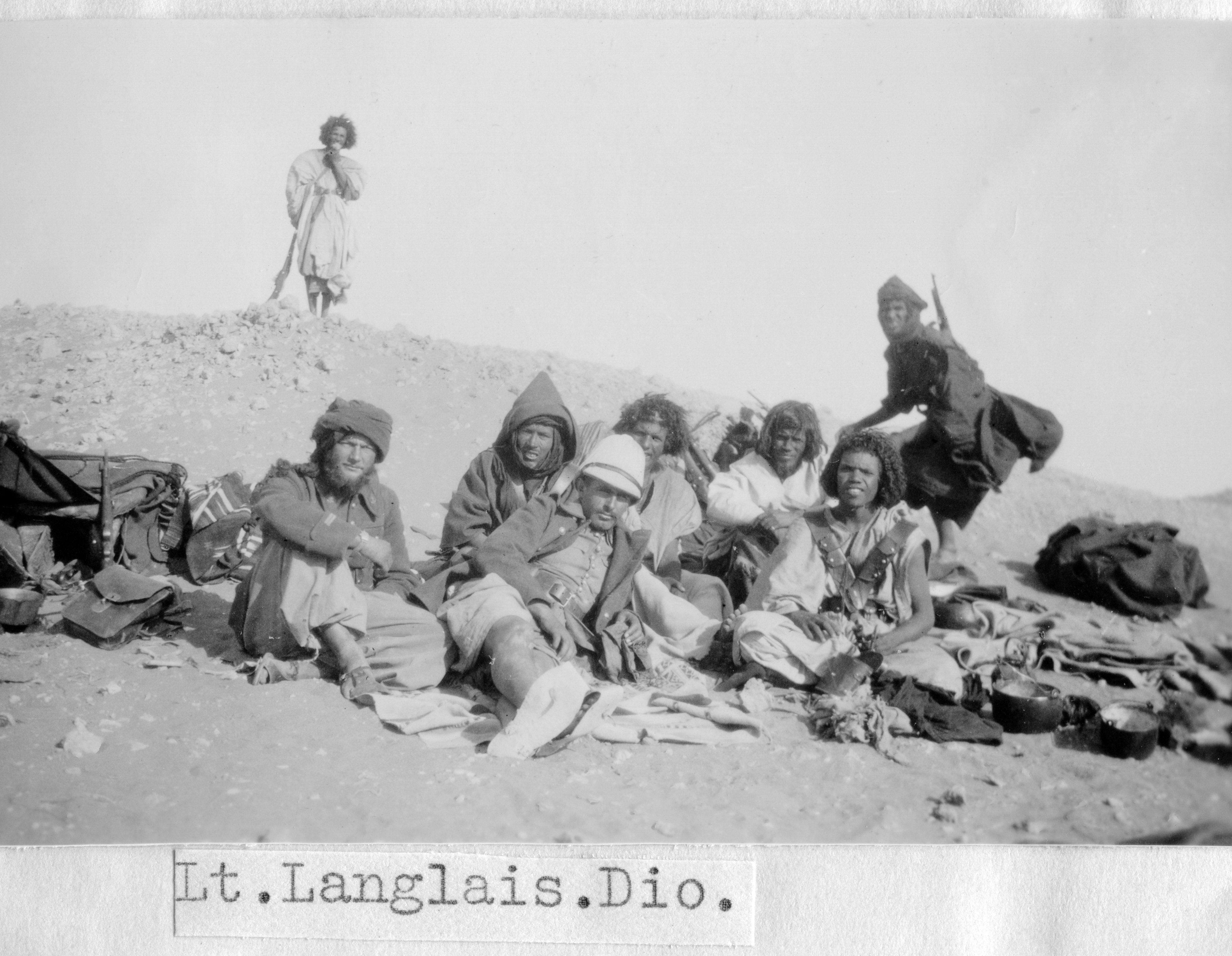
Les lieutenants Dio (au centre avec casque) et Langlais avec des goumiers du Groupe Nomade d’Arouan. Novembre 1932, Collection Colonel Jean-Pierre Durand-Gasselin.
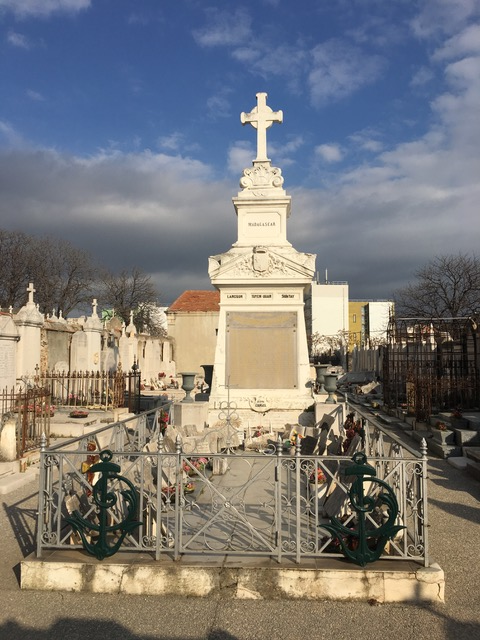
Le général Dio est enterré en Juin 1994 au Carré des officiers coloniaux à Toulon. Collection privée.

## Postérité
Le 1er juillet 2010, le régiment de marche du Tchad dont il a été le premier chef de corps, s’installe sur la Base aérienne 132 Colmar-Meyenheim qui est alors renommée Quartier Colonel Dio.

## Grades militaires
- 1926 : aspirant
- 1928 : sous-lieutenant
- 1929 : lieutenant
- 1934 : capitaine
- 1940 : chef d'escadrons
- 1942 : lieutenant-colonel
- 1943 : colonel
- 1945 : général de brigade
- 1955 : général de division
- 1958 : général de corps d'armée
- 1965 : général d'armée

## Décorations principales

### Décorations françaises
- Grand-croix de la Légion d'honneur (12 juillet 1965)
- Compagnon de la Libération (décret du 14 juillet 1941)
- Croix de guerre 1939-1945 (8 palmes et 2 citations)
- Croix de guerre des Théâtres d'opérations extérieurs (2 palmes et 2 citations)
- Médaille des blessés de guerre (3 blessures)
- Médaille coloniale avec agrafes « Sahara », « AOF », « Koufra », « Fezzan », « Fezzan-Tripolitaine », « AFL », « Tunisie », « Extrême-Orient »
- Croix du combattant volontaire 1939-1945
- Médaille commémorative de la guerre 1939-1945
- Médaille commémorative des services volontaires dans la France libre
- Médaille commémorative de la campagne d'Indochine
- Grand officier du Dragon d'Amman

### Décorations étrangères
- Distinguished Service Cross - États-Unis (6 mai 1946)
- Officer of the British Empire - Grande-Bretagne
- Commandeur de l'Etoile Noire - Bénin
- Grand officier du Ouissam Alaouite - Maroc
- Grand officier du Nicham Iftikar - Tunisie
- Grand officier de l'Etoile d'Anjouan - Comores
- Grand-croix de l’ordre royal du Cambodge - Cambodge
- Mérite militaire - Cambodge